# Canda pecten
Canda pecten är en mossdjursart som beskrevs av Thornely 1907. Canda pecten ingår i släktet Canda och familjen Candidae. Inga underarter finns listade i Catalogue of Life.